# Bakhroz
Bākhroz (farsi باخرز) è una città dello shahrestān di Bakharz, circoscrizione Centrale, nella provincia del Razavi Khorasan in Iran. Aveva, nel 2006, una popolazione di 6.854 abitanti. 